# II-51
De II-51 is een nationale weg van de tweede klasse in Bulgarije. De weg loopt van Bjala (Roese) via Popovo naar Zvegor. De II-51 is 100 kilometer lang.